# Berthold
Berthold is een plaats (city) in de Amerikaanse staat North Dakota, en valt bestuurlijk gezien onder Ward County.

## Demografie
Bij de volkstelling in 2000 werd het aantal inwoners vastgesteld op 466.
In 2006 is het aantal inwoners door het United States Census Bureau geschat op 436, een daling van 30 (-6,4%).

## Geografie
Volgens het United States Census Bureau beslaat de plaats een oppervlakte van
1,0 km², geheel bestaande uit land. Berthold ligt op ongeveer 637 m boven zeeniveau.

## Plaatsen in de nabije omgeving
De onderstaande figuur toont nabijgelegen plaatsen in een straal van 32 km rond Berthold.